# Gran Sabana (município)
Gran Sabana é um dos 11 municípios que compõe o estado venezuelano de Bolívar. De acordo com o censo 2011 do Instituto Nacional de estatística da Venezuela, o município tem uma população de 28.450. 